# Batopilasia
Batopilasia là một chi thực vật có hoa trong họ Cúc (Asteraceae).

## Loài
Chi Batopilasia gồm các loài: